# Spencer Cavendish, 8. vévoda z Devonshiru
Spencer Cavendish, 8. vévoda z Devonshiru (Spencer Compton Cavendish, 8th Duke of Devonshire, 8th Marquess of Hartington, 11th Earl of Devonshire, 3rd Earl of Burlington, 11th Baron Cavendish of Hardwick, 3rd Baron Cavendish of Keighley) (23. července 1833, Londýn, Anglie – 24. března 1908, Cannes, Francie) byl britský státník ze šlechtického rodu Cavendishů. Dlouhodobě patřil k předákům liberálů, později spolu s Josephem Chamberlainem založil frakci liberálních unionistů, která se připojila ke konzervativcům. V několika vládách byl ministrem pro Indii, ministrem války, prezidentem Tajné rady a ministrem školství. Celkem třikrát odmítl nabídku na funkci premiéra. Patřil k nejbohatším šlechticům v Británii a vlastnil pozemky v několika anglických hrabstvích a Irsku o rozloze přibližně 80 000 hektarů půdy. Jako osmý vévoda z Devonshire byl od roku 1891 členem Sněmovny lordů, byl též rytířem Podvazkového řádu.

## Politická kariéra
Byl nejstarším synem 7. vévody z Devonshiru, po matce byl potomkem rodu Howardů, studoval v Cambridge, v letech 1857–1891 byl členem Dolní sněmovny (v letech 1865–1875 byl v parlamentu předsedou liberálních poslanců). Do vlády vstoupil jako civilní lord admirality (1863) a státní podsekretář války (1863–1866 a 1868–1874), od roku 1865 byl zároveň členem Tajné rady. V letech 1868–1874 byl generálním poštmistrem, jako státní sekretář pro Irsko (1871–1874) se stal členem irské Tajné rady (1871). Po pádu Disraeliho vlády dostal nabídku na sestavení kabinetu, což ale odmítl (1880), v Gladstonově vládě byl ministrem pro Indii (1880–1882) a státním sekretářem války (1882–1885). V roce 1886 se názorově rozešel s Gladstonem a přešel k liberálním unionistům, v letech 1886 a 1887 znovu dvakrát obdržel nabídku na sestavení vlády, opět odmítl a podporoval Salisburyho konzervativní kabinet. V roce 1891 po otci zdědil titul vévody (do té doby byl znám jako markýz Hartington). Po otci také převzal post kancléře univerzity v Cambridge (1891–1908) a lorda-místodržitele v hrabství Derby (1892–1908). V roce 1892 získal Podvazkový řád, ve třetí Salisburyho vládě byl prezidentem Tajné rady (1895–1903) a prezidentem úřadu pro školství (1900–1902). V letech 1902–1903 byl krátce předsedou Sněmovny lordů, poté odešel do soukromí.
Mimo jiné byl lordem-místodržitelem v irském hrabství Waterford (1895–1908), kancléřem univerzity v Manchesteru (1907–1908), dále smírčím soudcem a zástupcem místodržitele v hrabství Lancashire. V roce 1892 obdržel Podvazkový řád, v roce 1907 získal velkokříž Viktoriina řádu.
Jeho manželkou byla hraběnka Luisa von Alten (1832–1911), vdova po 7. vévodovi z Manchesteru. Dědicem titulů se stal Spencerův synovec Victor (1868–1938).
Mladší bratr 8. vévody, lord Frederick Cavendish (1836–1882), působil taktéž v politice a jako státní sekretář pro Irsko byl krátce po svém jmenování zavražděn v Dublinu.